# 雅各布·佩德利
雅各布·佩德利（英語：Jacob Pebley；1993年9月17日—）是一位美國游泳運動員，擅長仰泳。他代表美國隊參加了2016年奧運會200米仰泳的比賽。在2015年世界大學生運動會上，他獲得了200米仰泳的金牌。